# Et hjerte til Maria
Et hjerte til Maria er en roman fra 1989 skrevet af Gretelise Holm.
Den 14-årige Maria venter på en hjertetransplantation, og gennem dagbogsbreve til sin lillesøster, skriver hun om sine tanker, hvis hun dør, samt oplevelser med og kærligheden til vennen Markus, hvor Markus og hun forelsker sig
| Bog | Spire Denne artikel om bøger og tidsskrifter er en spire som bør udbygges. Du er velkommen til at hjælpe Wikipedia ved at udvide den. |